# Felix von der Mosel
Felix von der Mosel (geboren am 17. März 1822 auf Gut Rosendal bei Kleve; gestorben am 17. März 1902 in Aachen) war ein preußischer Jurist, vertretungsweise Landrat des Kreises Heinsberg und zuletzt Oberregierungsrat.

## Leben
Der Protestant Felix von der Mosel war der Sohn des Königlich Preußischen Geheimen Regierungs- und Landrats des Kreises Kleve, Christian Friedrich Freiherr von der Mosel und dessen Ehefrau Amalie von der Mosel, geborene Kopstadt. Nach Beendigung seiner schulischen Ausbildung nahm Felix ein Studium der Rechtswissenschaften an der Universität zu Bonn auf.
Mit Ablegung der dritten Staatsprüfung zum Assessor, trat von der Mosel im Jahr 1853 und unter Ernennung zum Regierungsassessor in den Dienst der Königlich Preußischen Regierung zu Aachen. Während seiner dortigen Beschäftigung versah er nach der Umsetzung des bisherigen Landrats des Kreises Heinsberg an die Regierung zu Aachen, Matthias Claessen vom 7. März bis zum 30. Juni 1860 im vertretungsweise die Leitung des Heinsberger Landratsamtes. Von der Mosel gehörte zuletzt als Oberregierungsrat dem preußischen Verwaltungsdienst an. Darüber hinaus war von der Mosel seit 1864 Mitglied im Club Aachener Casino.

## Familie
Felix von der Mosel heiratete am 2. März 1861 in Aachen Wilhelmine Thekla von Görschen (geboren am 20. August 1836 in Aachen; gestorben nach dem 18. März 1902), das Ehepaar bekam fünf Töchter, darunter Hedwig von der Mosel (geboren am 11. September 1863 in Aachen), die mit dem Unterstaatssekretär im Preußischen Finanzministerium, Adolf von Dombois verheiratet war. Felix von der Mosel fand seine letzte Ruhestätte in der Familiengrabstätte auf dem Aachener Westfriedhof.